# 우크라이나 소비에트 공화국
우크라이나 소비에트 공화국(러시아어: Украинская Советская Республика 우크라인스카야 소베츠카야 레스푸블리카[*])은 우크라이나 소비에트 인민공화국, 오데사 소비에트 공화국, 도네츠크-크리보이로크 소비에트 공화국을 통합하여 만든 공화국이다. 1919년 4월 붉은 군대의 패배로 인하여 우크라이나 인민공화국이 복원되었다.